# Eroi nell'ombra
Eroi nell'ombra (O.S.S.) è un film del 1946 diretto da Irving Pichel.
È un film di guerra statunitense ambientato durante la seconda guerra mondiale con Alan Ladd, Geraldine Fitzgerald, Patric Knowles, John Hoyt e Gloria Saunders.

## Produzione
Il film, diretto da Irving Pichel su una sceneggiatura di Richard Maibaum, fu prodotto dallo stesso Maibaum per la Paramount Pictures e girato nei Paramount Studios a Hollywood, Los Angeles, California, dal 5 febbraio a fine marzo 1946. O.S.S. è l'acronimo di Office of Strategic Services.

## Distribuzione
Il film fu distribuito con il titolo O.S.S. negli Stati Uniti dal 26 maggio 1946 al cinema dalla Paramount Pictures.
Altre distribuzioni:
- in Svezia il 19 settembre 1946 (Farligt uppdrag)
- in Finlandia il 18 ottobre 1946 (O.S.S. asiamies)
- in Portogallo il 1º aprile 1947 ('O.S.S.)
- in Danimarca il 20 giugno 1947 ('I hemmelig tjeneste)
- in Francia il 27 giugno 1947 (Les héros dans l'ombre)
- in Grecia (Afaneis iroes)
- in Italia (Eroi nell'ombra)
- in Brasile (Sob o Manto Tenebroso)

## Critica
Secondo Leonard Maltin è un "animato film di spionaggio".

## Promozione
La tagline è: He's deep in danger...deeper in love...in the Top Thrill Show of the Year!.